# Patelloida pygmaea
Patelloida pygmaea is een slakkensoort uit de familie van de Lottiidae. De wetenschappelijke naam van de soort is voor het eerst geldig gepubliceerd in 1860 door Dunker.